# Sport auto
Die Zeitschrift sport auto erscheint seit 1969 – zuerst alle zwei Monate, später monatlich – im Verlag Motor Presse Stuttgart in einer verkauften Auflage von 26.850 Exemplaren (laut IVW 4/2024). Zielgruppe sind vor allem die Fahrer und Liebhaber von Sportwagen und anderen sportlichen Autos. Nach Verlagsangaben sind die Leser vorwiegend männlich und zwischen 25 und 45 Jahre alt. Außerdem ist sport auto neben PS das offizielle Mitteilungsblatt des Deutschen Sportfahrerkreises (DSK). Die Redaktion besteht überwiegend aus Inhabern von Motorsport-Lizenzen.

## Struktur
Die in der Regel rund 160-seitigen Hefte sind in die Ressorts News, Test und Technik, Motorsport und Rubriken aufgeteilt. Der Fokus bei Motorsport liegt dabei vor allem auf der ausführlichen Formel-1-Berichterstattung. Daneben wird meist über verschiedene Tourenwagen-Serien und die Rallye-WM berichtet. In den anderen Ressorts werden fast ausschließlich straßenzugelassene Autos berücksichtigt, die für Motorsport-Zwecke eingesetzt werden können oder zumindest diesen Eindruck erwecken. Bewusst ausgeblendet werden dabei meist die von anderen Autozeitschriften bevorzugten Volumenmodelle und Modellversionen für den Alltagsgebrauch. Als weiteres Alleinstellungsmerkmal werden bei allen Tests erzielte Rundenzeiten veröffentlicht, mindestens die auf der Normstrecke der Zeitschrift, einer sonst nicht mehr gebräuchlichen Variante des Hockenheimrings. Hier wird die 2,6 km lange Kurzanbindung ohne die beim Umbau 2002 ergänzte Schikane am Ausgang der Querspange gefahren.

## Supertest
Im „Supertest“ wird jeweils ein sportliches Auto auf zwei Rennstrecken und einem Nass-Handlingkurs getestet; zu einem geringeren Anteil auch im öffentlichen Straßenverkehr. Aus Gründen der Vergleichbarkeit wird der Supertest in der Regel vom Testredakteur Christian Gebhardt gefahren.
Die mit Punkten bewerteten Testkriterien umfassen:
- Rundenzeit Nürburgring-Nordschleife (20,6 km)
- Rundenzeit Hockenheimring (bis 2019: Kurzanbindung, 2,6 km)
- Beschleunigungs-/Bremsprüfung 0–200–0 km/h
- Windkanal (Auftrieb vorne/hinten)
- Maximale Querbeschleunigung
- 36-Meter-Slalom
- Ausweichtest 110 Meter
- Rundenzeit Nass-Handlingkurs (1,78 km)
- Leistungsmessung
- Achsvermessung
- Fahrzeuggewicht

## Beteiligung an Motorsportveranstaltungen
Die Redaktion bringt seit einigen Jahren Fahrzeuge bei der VLN-Rennserie und beim 24-Stunden-Rennen auf dem Nürburgring an den Start; zuletzt in Zusammenarbeit mit Herstellern wie Honda, Aston Martin und Audi. Die Ergebnisse sind durchwachsen, mindestens zweimal waren die fahrenden Redakteure in schwere Kollisionen verwickelt.